# 艾恩頓 (密歇根州)
艾恩頓（英語：Ironton）是位於美國密歇根州夏利華縣的一個普查規定居民點。

## 人口
根據2020年美國人口普查的數據，艾恩頓的面積為2.65平方千米，當中陸地面積為2.65平方千米，而水域面積為0.00平方千米。當地共有人口148人，而人口密度為每平方千米55.85人。